# Suavodrillia kennicotti
Suavodrillia kennicotti é uma espécie de gastrópode do gênero Suavodrillia, pertencente a família Borsoniidae.